# Mátyás Tajti
Mátyás Tajti (ur. 2 czerwca 1998 w Budapeszcie) – węgierski piłkarz, występujący na pozycji pomocnika. Od 2023 roku zawodnik Újpest FC.

## Biografia
Juniorską karierę rozpoczynał w Viadukt SE Biatorbágy. W 2008 roku został juniorem Puskás Akadémia FC, występował ponadto w młodzieżowych drużynach Ferencvárosu i FC Barcelona. Jego pierwszym seniorskim klubem było Atlético Malagueño, w którym w ciągu dwóch lat wystąpił w 55 ligowych spotkaniach. W 2018 roku wrócił na Węgry, zostając zawodnikiem Diósgyőri VTK. W NB I zadebiutował 28 lipca w zremisowanym 2:2 meczu z Puskás Akadémia. Ogółem w najwyższej węgierskiej klasie rozgrywkowej rozegrał 33 mecze, w których zdobył siedem bramek. 2 września 2019 roku został piłkarzem Zagłębia Lubin, a rok później Zalaegerszegi TE.
Występował w młodzieżowych reprezentacjach Węgier na szczeblu U-17, U-19 i U-21.

## Statystyki ligowe
| Sezon         | Klub                | Liga             | Mecze | Gole |
| ------------- | ------------------- | ---------------- | ----- | ---- |
| 2016/2017     | Atlético Malagueño  | Tercera División | 21    | 0    |
| 2017/2018     | Atlético Malagueño  | Tercera División | 34    | 2    |
| 2018/2019     | Diósgyőri VTK       | NB I             | 29    | 5    |
| 2019/2020 (j) | Diósgyőri VTK       | NB I             | 4     | 2    |
| 2019/2020 (w) | Zagłębie Lubin      | Ekstraklasa      | 3     | 0    |
| 2020/2021     | Zalaegerszegi TE FC | NB I             | 23    | 1    |
| 2021/2022     | Zalaegerszegi TE FC | NB I             | 26    | 4    |